# Bisbat de Trebinje-Mrkan
El bisbat de Trebinje-Mrkan (bosnià:  Trebinjsko-mrkanska biskupija; llatí:  Dioecesis Tribuniensis-Marcanensis) és una seu de l'Església catòlica a Bòsnia i Hercegovina, sufragània de l'arquebisbat de Sarajevo. Actualment es troba vacant, a l'espera que l'administrador apostòlic electe Petar Palić en prengui possessió.

## Territori
La diòcesi comprèn la part meridional d'Hercegovina. La diòcesi de Mrkan originalment s'estenia sobre cinc illes deshabitades del mar Adriàtic, entre les quals està Mrkan.
La seu episcopal és la ciutat de Trebinje, on es troba la catedral de la Nativitat de Maria.

## Història
La diòcesi de Trebinje va ser erigida al segle x. El 1061 es convertí en sufragània de l'arquebisbat de Bar, però el mateix segle passà a formar part de la província eclesiàstica de l'arxidiòcesi de Dubrovnik (avui diòcesi).
El 1361 la seu de Trebinje va ser traslladada a Mrkan, un illot de 0,197 km², situat al llarg de la costa adriàtica a 18 km al sud-est de Dubrovnik davant de la ciutat croata de Cavtat, llavors seu del monestir benedictí de San Miquel. Tot i que es troba fora del territori de la seva pròpia diòcesi, el títol es va unir el 1391 a Trebinje i es conserva fins als nostres dies. La mateixa unió fou confirmada el 19 de març de 1463 pel papa Pius II i de nou el 17 de desembre de 1482 pel papa Sixt IV.
El 30 de setembre de 1839, després d'uns vint anys vacant, el papa Gregori XVI amb la butlla Apostolici muneris va confiar la diòcesi en administració perpètua als bisbes de Dubrovnik.
El 1858 la diòcesi s'estenia per una superfície de 3.861 km² i tenia uns 8.560 catòlics.
El 8 de juliol de 1890, en virtut de la butlla Paterna illa del papa Lleó XIII, el bisbat de Trebinje-Mrkan va ser donada en administració perpètua als bisbes de Mostar- Tomislavgrad  i al mateix temps va ser sufragània de Vrhbosna (o Sarajevo).
El 1984 l'església de la Nativitat de Maria de Trebinje va ser declarada catedral.

## Cronologia episcopal

### Bisbes de Trebinje
- Anònim † (? - 23 de maig de 1250 mort)
- Salvio † (abans del 1268 - 5 de desembre de 1276 nomenat arquebisbe de Dubrovnik)
- Niccolò, O.F.M. † (citat el 1322)
- Bonifacio † (? - 6 de febrer de 1344 nomenat bisbe de Šibenik)
- Giovanni de Mobili, O.Cist. † (20 de juny de 1345 - ? mort)
- Giovanni de Rupella, O.Carm. † (18 de maig de 1349 - 13 de maig de 1351 nomenat bisbe de Potenza)
- Matthias Hohenmaut, O.Cist. † (31 de juliol de 1355 - ? mort)
- Nikolaus von Paden, O.E.S.A. † (29 d'octubre de 1371 - ?)
- Johannes †

### Bisbes de Trebinje i Mrkan
- Jacobus † (11 de juliol de 1391 - ?)
- Joannes Masdrach, O.P. † (17 de desembre de 1417 - ? mort)
- Domenico da Ragusa, O.P. † (4 de juliol de 1425 - ? mort)
- Michele Natale † (6 d'agost de 1436 - ? mort)
- Biagio, O.P. † (20 d'octubre de 1464 - ?)
- Donato de Giorgi, O.P. † (17 de desembre de 1481 - ? mort)
- Giorgio, O.S.B. † (19 de juliol de 1493 - 1513 mort)
- Agostino de Nabe, O.P. † (6 de març de 1514 - ? mort)
- Francesco Pozzo, O.P. † (28 de febrer de 1528 - ? mort)
- Tommaso Cervino, O.P. † (16 de novembre de 1532 - 2 de desembre de 1541 nomenat bisbe de Ston)
- Giacomo Luccari, O.F.M. † (20 de juliol de 1563 - ? mort)
- Simeone Metis † (3 d'octubre de 1575 - ? mort)
- Tommaso Nadal † (25 d'octubre de 1606 - ? mort)
- Ambrogio Gozzeo † (15 de juny de 1609 - 23 de març de 1615 nomenat bisbe de Ston)
- Crisostomo Antichi † (2 o 16 de desembre de 1615 - ? mort)
- Savino Florian, O.F.M. † (16 de setembre de 1647 - de desembre de 1661 mort)
- Scipione de Martinis † (9 d'abril de 1663 - 31 de desembre de 1668 renuncià)
- Antonio Primi, O.F.M. † (15 de juliol de 1669 - 1702 mort)
- Antonio Righi † (16 de juliol de 1703 - 12 de febrer de 1727 renuncià)
- Francesco Girolamo Bona † (17 de març de 1727 - 18 de juliol de 1731 nomenat arquebisbe titular de Cartago)
- Sigismondo Tudisi † (2 de setembre de 1733 - de juny de 1760 mort)
- Anselmo (Nicolò) Cattich, O.F.M. † (15 de desembre de 1760 - 24 de gener de 1792 mort)
- Nikolaj Ferrich † (26 de març de 1792 - 30 de maig de 1819 mort)
  - Sede vacante (1819-1839)
  - Seu administrada pels bisbes de Dubrovnik (1839-1890)
  - Seu administrada pels bisbes de Bisbat de Mostar-Tomislavgrad dal 1890

## Estadístiques
A finals del 2016, les diòcesis unides de Mostar-Duvno i de Trebinje-Mrkan comptaveb amb 197.656 batejats sobre una població de 454.505 persones, equivalent al 43,5% del total.
| any  | població | població | població | sacerdots | sacerdots       | sacerdots       | sacerdots             | diaques | religiosos | religiosos | parroquies |
| ---- | -------- | -------- | -------- | --------- | --------------- | --------------- | --------------------- | ------- | ---------- | ---------- | ---------- |
| any  | batejats | total    | %        | total     | clergat secular | clergat regular | batejats por sacerdot | diaques | homes      | dones      |            |
| 1950 | 180.000  | 300.000  | 60,0     | 76        | 16              | 60              | 2.368                 |         | 60         | 40         | 60         |
| 1970 | 202.376  | 495.000  | 40,9     | 141       | 38              | 103             | 1.435                 |         | 156        | 130        | 66         |
| 1980 | 201.600  | 464.346  | 43,4     | 199       | 53              | 146             | 1.013                 |         | 172        | 164        | 74         |
| 1990 | 208.000  | 502.000  | 41,4     | 189       | 62              | 127             | 1.100                 |         | 164        | 189        | 77         |
| 1999 | 191.998  | 481.445  | 39,9     | 167       | 53              | 114             | 1.149                 | 1       | 145        | 188        | 81         |
| 2000 | 193.908  | 481.445  | 40,3     | 168       | 53              | 115             | 1.154                 | 1       | 134        | 178        | 81         |
| 2001 | 194.344  | 481.445  | 40,4     | 168       | 54              | 114             | 1.156                 | 1       | 134        | 173        | 81         |
| 2002 | 197.872  | 481.445  | 41,1     | 177       | 72              | 105             | 1.117                 |         | 124        | 184        | 81         |
| 2003 | 203.805  | 481.448  | 42,3     | 163       | 53              | 110             | 1.250                 | 1       | 133        | 171        | 81         |
| 2004 | 208.226  | 481.445  | 43,3     | 229       | 103             | 126             | 909                   | 1       | 146        | 171        | 81         |
| 2013 | 211.600  | 481.400  | 44,0     | 186       | 72              | 114             | 1.137                 |         | 142        | 199        | 82         |
| 2016 | 197.656  | 454.505  | 43,5     | 188       | 73              | 115             | 1.051                 |         | 162        | 194        | 82         |